# Jota (jed)
Jóta je kraška in furlanska narodna samostojna jed oziroma enolončnica. Danes je v Furlaniji skoraj več ne poznajo, medtem ko se je udomačila na Goriškem in povsod po Primorski; splošno je znana kot tipična tržaška posebnost.
Samo ime izhaja iz furlanske besede jote, ki izhaja iz galske besede za juho - iutta.
Osnovne sestavine so fižol, krompir, kislo zelje, suho svinjsko meso in začimbe (česen, lovorjev list, sol in poper). Furlanska različica namesto kislega zelja uporablja kislo repo  (brovado) in namesto prekajenega mesa kožarico (muzèt ali kotekìn, tudi krodigìn). Po prvi svetovni vojni se je posebno na Tržaškem udomačila brezmesna jota, verjetno zaradi pomanjkanja mesa v vojnem času; to enolončnico je treba zabeliti s sekanico slanine in česna ali vsaj s prežganjem. V zadnjih desetletjih je prišel v navado dodatek celih semen kumine, najbrž po vzoru tirolske kuhinje.
Jota mora biti gosta, kar dosežemo z dolgim kuhanjem fižola in krompirja, ki se morata popolnoma »razdreti«. Kdor želi imeti cele koščke krompirja in cel fižol, mora ponuditi zraven jote kruh. Ponekod je navada, da se kruh nadrobi v krožnik in nato zalije z joto ter prelije s surovim olivnim oljem.
Joto postrežemo pozimi toplo, poleti pa hladno. 